# Dăbrava, Loveci
Dăbrava (în bulgară Дъбрава) este un sat în comuna Loveci, regiunea Loveci,  Bulgaria. 

## Demografie
Componența etnică a satului Dăbrava
     Bulgari (95%)
     Nicio identificare (5%)
     Altele (0%)
La recensământul din 2011, populația satului Dăbrava era de 40 locuitori. Din punct de vedere etnic, majoritatea locuitorilor (95,0%) erau bulgari. Pentru 5,0% din locuitori nu este cunoscută apartenența etnică.